# 米兰德拉 (葡萄牙堂区)
米兰德拉 (葡萄牙堂区)是葡萄牙布拉干萨区的一个堂区。总面积29.78平方公里，总人口11109人，人口密度373人/平方公里。